# لويس فارغاس
لويس فارغاس هو عازف قيثارة وموسيقي دومينيكاني، ولد في 23 مايو 1961 في محافظة مونتي كريستي في جمهورية الدومينيكان.

## وصلات خارجية
- لويس فارغاس على موقع ميوزك برينز (الإنجليزية)
- لويس فارغاس على موقع ديسكوغز (الإنجليزية)